# 乌图斯战役
乌图斯战役是拜占庭帝国（东罗马帝国）的军队与阿提拉率领的匈人在公元447年间进行的一场战争，发生在保加利亚的维特河附近。这是東羅馬帝国和匈人之间最后一场大规模的战斗，这场战争为東羅馬帝国对匈人的入侵的反击。

## 引用
1. ↑  Thompson, E. A.; Heather, Peter. . 1999. ISBN 0-631-21443-7.
2. ↑  Williams, Stephen. . ISBN 978-0-415-15403-1.